# 913년

## 연호
- 후량(後梁) 봉력(鳳歷) 원년 / 건화(乾化) 3년
- 후백제(後百濟) 정개(政開) 14년
- 태봉(泰封) 수덕만세(水德萬歲) 3년
- 일본(日本) 엔기(延喜) 13년
- 전촉(前蜀) 영평(永平) 3년

## 기년
- 후량(後梁) 주우규(朱友珪) 원년 / 말제(末帝) 원년
- 요(遼) 태조(太祖) 7년
- 신라(新羅) 신덕왕(神德王) 2년
- 후백제(後百濟) 견훤(甄萱) 22년
- 태봉(泰封) 궁예(弓裔) 19년
- 발해(渤海) 대인선(大諲譔) 8년

## 사건
- 913년에 태봉(泰封)의 왕건(王建)이 시중(侍中)이 됨

## 사망
- 태봉(泰封)의 문신(文臣) 아지태(阿志泰)
- 태봉(泰封)의 문신(文臣) 강연창(康衍昌)
- 신천(信川)의 부인(夫人) 백씨(百氏)